# Gouvernement Sankt Petersburg

Wappen des Gouvernements

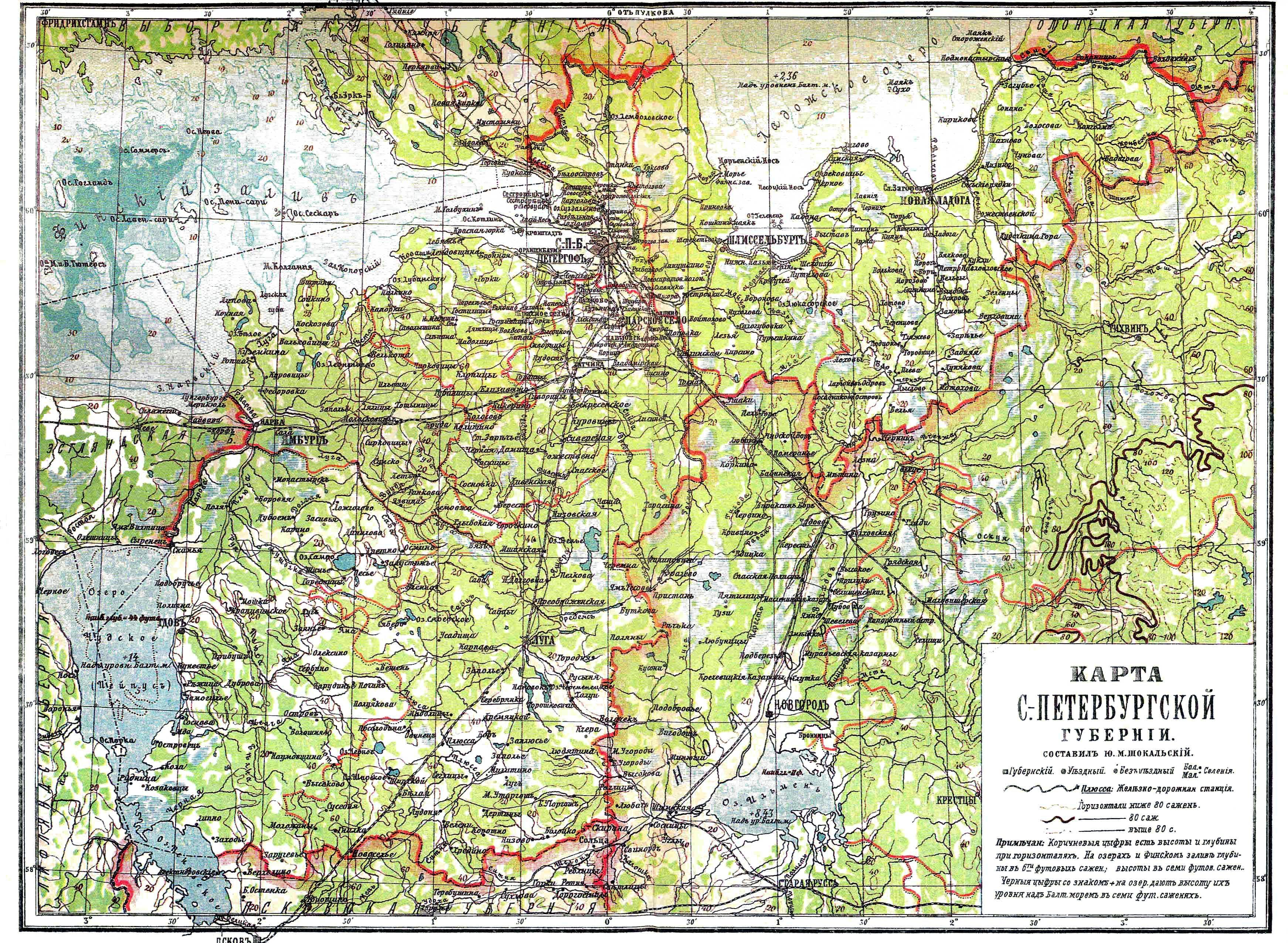
Karte aus ca. 1900

Das Gouvernement Sankt Petersburg existierte von 1708 bis 1927. Es war ein Gouvernement des Zarentums Russland, des Russischen Kaiserreiches und der Russischen SFSR. Es umfasste um 1900 eine Fläche von 53,768 km², Verwaltungssitz war Sankt Petersburg.

## Bezeichnungen
Das Gouvernement wurde aus dem im Großen Nordischen Krieg von Russland eroberten Ingermanland gebildet und seit 1710 nach seiner Hauptstadt benannt. Entsprechend den Namensänderungen seines Verwaltungssitzes hatte auch das Gouvernement mehrere Namen.
| Russisch                                                     | von                                   | bis                                   |
| ------------------------------------------------------------ | ------------------------------------- | ------------------------------------- |
| Ингерманландская губерния (Gouvernement Ingermanland)        | 1708                                  | 1710                                  |
| Санкт-Петербургская губерния (Gouvernement Sankt Petersburg) | 1710                                  | 17. Augustjul. / 30. August 1914greg. |
| Петроградская губерния (Gouvernement Petrograd)              | 18. Augustjul. / 31. August 1914greg. | 25. Januar 1924greg.                  |
| Ленинградская губерния (Gouvernement Leningrad)              | 26. Januar 1924                       | 31. Juli 1927                         |

## Lage
Das Gouvernement grenzte im Westen an den Finnischen Meerbusen und den Peipussee, im Norden an den Ladogasee und im Nordwesten an das Großfürstentum Finnland (Gouvernement Wyborg). Angrenzende russische Gouvernements waren (vom Norden im Uhrzeigersinn): Olonez, Nowgorod, Pskow und Estland. Gegenüber der heutigen Oblast Leningrad reichte es weiter nach Süden und weniger weit nach Osten.
Um 1900 war es in acht Kreise eingeteilt:
- Gdow
- Jamburg (heute Kingissepp)
- Luga
- Nowaja Ladoga
- Peterhof
- Sankt Petersburg
- Schlüsselburg
- Zarskoje Selo  (heute Puschkin)

## Bevölkerung
Nach der ersten allrussischen Volkszählung 1897 hatte das Gouvernement 2.112.033 Einwohner. Die meisten waren Russen (1.729.564), andere Gruppen waren Finnen (130.413), Esten (64.116), Deutsche (63.457), Polen (45.009), Juden (16.061), Ischoren (13.721) und Letten (10.251).

## Bildung
Das Gouvernement gehörte ab 1803 zum Bildungsbezirk Sankt Petersburg.